# Baron Mottistone
Baronowie Mottistone 1. kreacji (parostwo Zjednoczonego Królestwa)
- 1933–1947: John Edward Bernard Seely, 1. baron Mottistone
- 1947–1963: Henry John Alexander Seely, 2. baron Mottistone
- 1963–1966: Arthur Patrick William Seely, 3. baron Mottistone
- 1966–2011: David Peter Seely, 4. baron Mottistone
- od 2011: Peter John Philip Seely

Najstarszy syn  5. barona: Christopher David Peter Seely